# Joya Sherrill
| Joya Sherrill                             | Joya Sherrill                             |
| Kattints az alábbi külső linkek egyikére! | Kattints az alábbi külső linkek egyikére! |
| ----------------------------------------- | ----------------------------------------- |
| Nem található szabad kép.(?)              |                                           |
| külső link · jogvédett                    | Joya Sherrill                             |

Joya Sherrill (Bayonne, 1924. augusztus 20. – Great Neck, 2010. június 28.), amerikai dzsesszénekesnő.

## Pályafutása
Joya Sherrill 1942-től Duke Ellingtonnal dolgozott, majd 1944-től két évig a Duke Ellington Orchestra tagja volt. Ő írta a dalszöveget a »Take the "A" Train«-hez. Ugyancsak sikeres volt Ellington I'm Beginning to See the Light című számával.
Később szólistaként dolgozott, de időnként visszatért Ellingtonhoz, például előadni vele az A Drum Is a Woman (1956) című műsort.
1959-ben országos turnén vett részt, majd 1960-ban szerepet kapott a The Long Dream című Broadway-darabban. Ugyanebben az évben saját nevén jelent meg a Sugar and Spice című albuma. 1962-ben Benny Goodmannel turnézott a Szovjetunióban, amelyről a Jazz for the Russians – To Russia with Jazz című dokumentumfilmben mesélt (2011). 1963-ban ismét fellépett az Ellington Orchestra-val. Az 1970-es években futott egy sorozata „Time for Joya” című gyermekműsorban.

## Albumok
- 1962: Sugar and Spice with Luther Henderson
- 1965: Joya Sherrill Sings Duke

### Mint vendég
- 1957: Sammy Davis Jr. Sammy Jumps with Joya
- 1964: Duke Ellington My People
- 1954: Duke Ellington • Duke Ellington's Greatest

## Filmjei
- Joya Sherrill az Internet Movie Database oldalon (angolul)